# Geolycosa latifrons
Geolycosa latifrons är en spindelart som beskrevs av Montgomery 1904. Geolycosa latifrons ingår i släktet Geolycosa och familjen vargspindlar. Inga underarter finns listade i Catalogue of Life.